# Kolomenskoye
Kolomenskoye (tiếng Nga: Коломенское) là tài sản của hoàng gia Nga trước đây, nằm cách Moskva vài dặm về phía đông nam với diện tích 390 ha, trên con đường cổ dẫn tới thị trấn Kolomna (vì thế mà có tên gọi này). Khu vực có phong cảnh đẹp này nhìn ra các bờ dốc đứng của sông Moskva đã trở thành một phần của Moskva trong thập niên 1960.

## Nhà thờ Kolomenskoe
Làng Kolomenskoye lần đầu tiên được nhắc đến trong di chúc của Ivan Kalita năm 1339. Từ thời gian đó thì làng này đã phát triển như là một vùng quê ưa thích của các đại công tước Moskva. Công trình xây dựng cổ nhất còn tồn tại là nhà thờ Thăng thiên rất khác thường (1530), được xây bằng đá trắng theo lệnh của đại công tước Vasilii III Ivanovich để kỷ niệm sinh nhật của người thừa kế ngai vàng được chờ đợi từ lâu (Ivan Bạo chúa trong tương lai). Là nhà thờ đá đầu tiên có kết cấu tháp có chóp mái, tên gọi dân dã là "Cột trắng" (đôi khi người ta gọi nó như vậy) đã đánh dấu sự đoạn tuyệt rõ ràng với kiểu xây dựng Byzantin truyền thống. 
Nhà thờ được xây dựng từ tầng hầm (podklet) hình chữ thập, sau đó là phần thân tháp (chetverik) hình bát giác kéo dài, sau đó là phần chóp bát giác (tent) với một vòm nhỏ ở phía trên. Các trụ bổ tường hẹp ở các mặt của phần thân bát giác, các khung cửa sổ hình mũi tên với ba lớp vòm cuốn bán tròn với phần lồi lên ở giữa (kokoshnik), sự nhịp nhàng đơn giản của các vòm cuốn cầu thang và các gian phòng mở nhấn mạnh xu hướng động của tác phẩm lớn của kiến trúc Nga này. Người ta cho rằng toàn bộ đường nét kết cấu theo chiều đứng của nó đã vay mượn từ kiểu mái có mép bờ của các nhà thờ gỗ của miền bắc Nga. Công nhận giá trị đáng chú ý của nó đối với nhân loại, UNESCO đã quyết định đưa nhà thờ này vào danh sách Di sản thế giới năm 1994.

## Các công trình xây dựng khác
Ở một hẻm núi gần Kolomenskoe người ta có thể thấy nhà thờ Kolomenskoye Djakovo Predtechi 5 chóp mái, được xây dựng vào khoảng năm 1547. Trên thực tế, nguồn gốc của nhà thờ này vẫn còn là một điều bí ẩn. Một số người cho rằng những người xây dựng nó đến từ Italia, còn những người khác lại nói rằng nó được Postnik Yakovlev xây dựng (ông cũng được coi là người xây dựng ra nhà thờ thánh Basil trên Quảng trường Đỏ. Cho dù sự thật là gì đi chăng nữa thì một điều rõ ràng là nhà thờ này tiêu biểu cho trạng thái chuyển tiếp từ nhà thờ Thăng thiên miêu tả trên đây với nhà thờ tám chóp mái nổi tiếng trên Quảng trường Đỏ.
Sa hoàng Alexei Mikhailovich Romanov (1629-1676) đã cho phá hủy toàn bộ các công trình xây dựng bằng gỗ trước đó tại Kolomenskoye và thay thế chúng bằng cung điện lớn bằng gỗ mới, được biết đến vì các mái khác thường, thần kỳ của nó. Những người nước ngoài nhắc đến mêcung lớn này với các hành lang phức tạp và 250 phòng, được xây dựng mà không cần cưa, đinh, móc như là kỳ quan thứ tám của thế giới. Nữ hoàng tương lai Elizaveta Petrovna (1709-1762) đã sinh tại cung điện này. Khi thủ đô được rời tới Sankt-Peterburg, cung điện này đã bị bỏ hoang và xuống cấp nặng nề, vì thế nữ hoàng Catherine Đại Đế (1729-1796) đã từ chối không dùng nó làm nơi ở của bà tại Moskva. Theo lệnh của bà cung điện này đã bị phá bỏ vào năm 1768. Một điều may mắn là mô hình gỗ của cung điện này vẫn còn và chính quyền thành phố Moskva đang có kế hoạch xây dựng lại cung điện này theo đúng kích thước thật của nó.
Các vết tích còn lại của cung điện này là nhà thờ  Kazanskaya 5 chóp mái (1662) với kiến trúc cổ truyền, các cổng bằng gỗ và đá của cung điện cũ. Trong thời kỳ Liên Xô, các công trình cổ bằng gỗ đã được chuyển tới Kolomenskoye từ Karelia (nhà thờ thánh Georgii), Siberia (tháp cọc chắn Bratsk) và từ nhiều khu vực khác (nhà gỗ, cối xây gió v.v). Một số trong các công trình này có từ thế kỷ 17.

## Hình ảnh

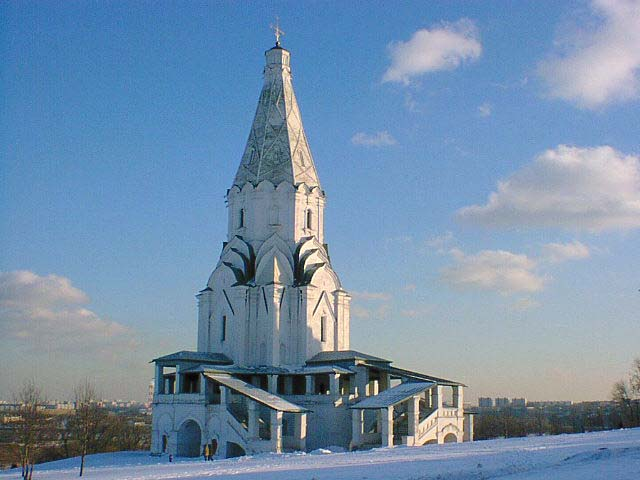
Nhà thờ Thăng thiên (1535). Mùa đông
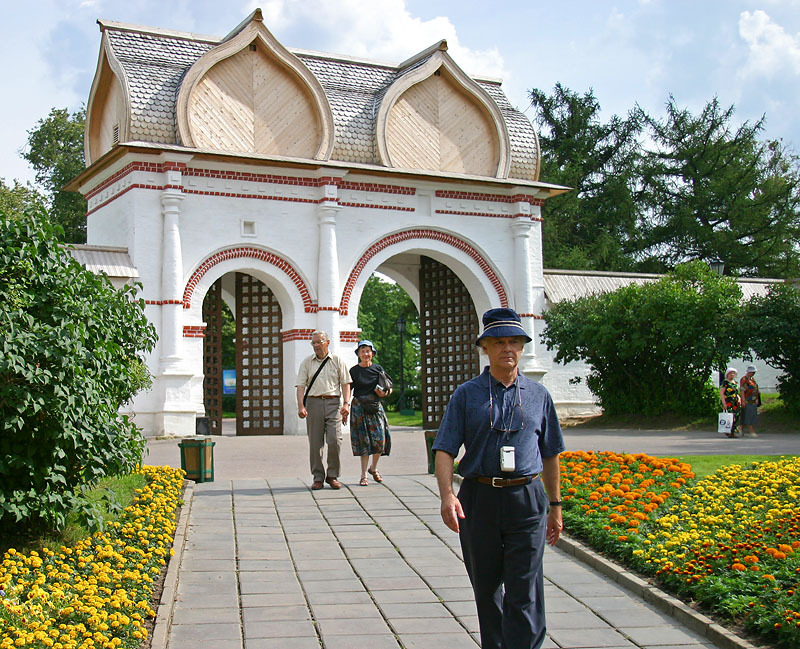
Cổng đá (thế kỷ 17)
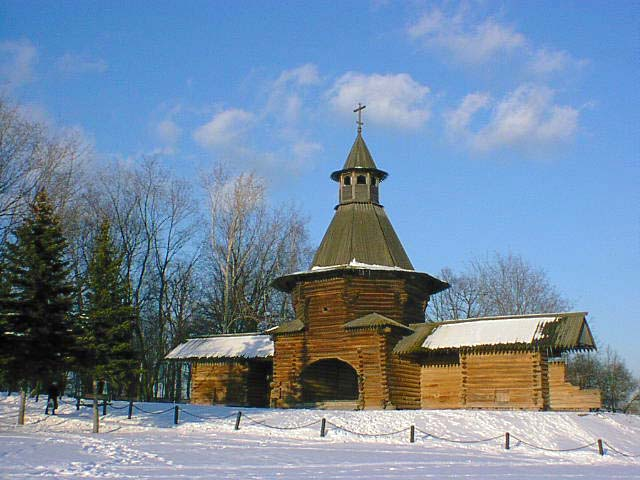
Tháp cổng gỗ
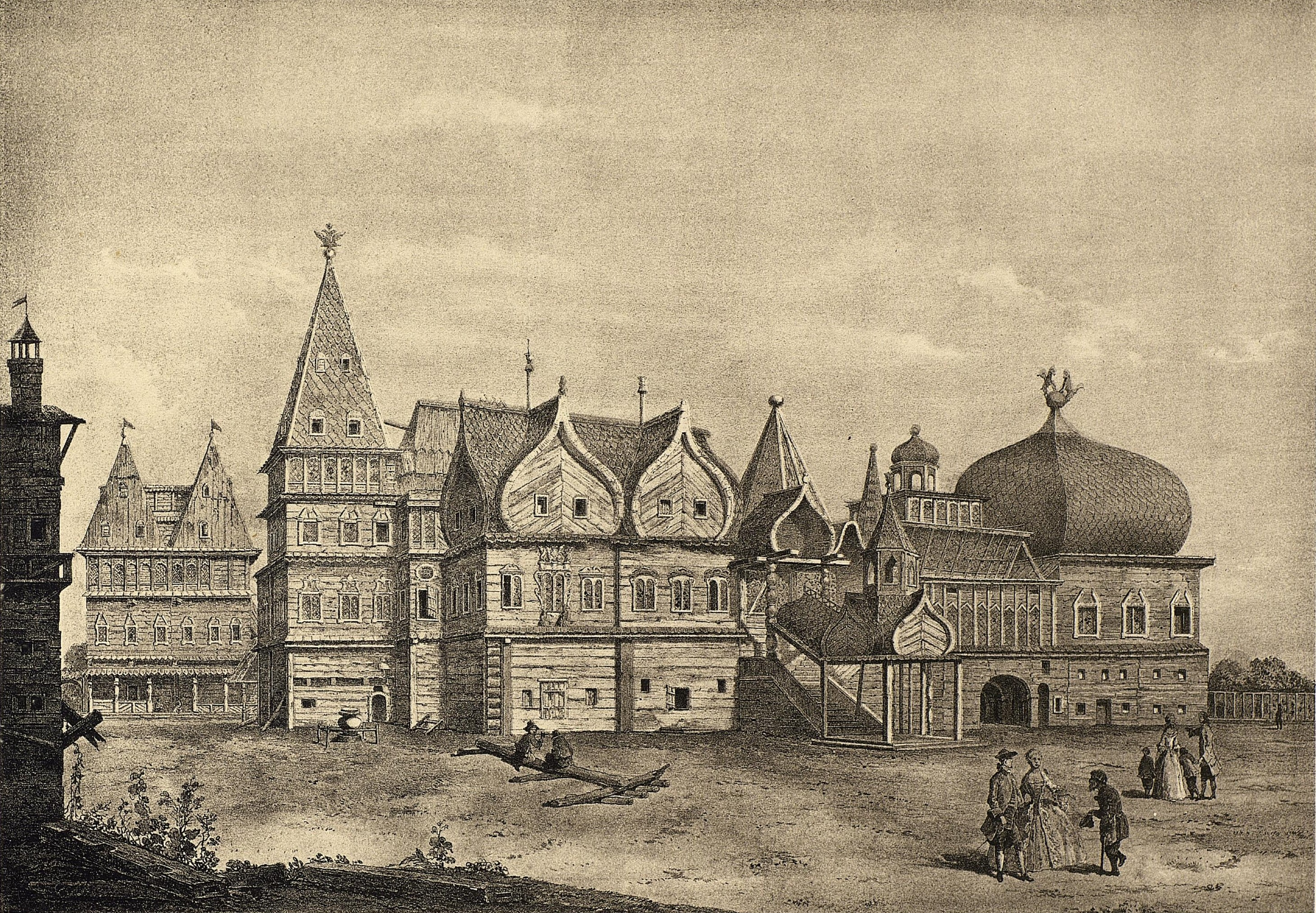
Cung điện gỗ
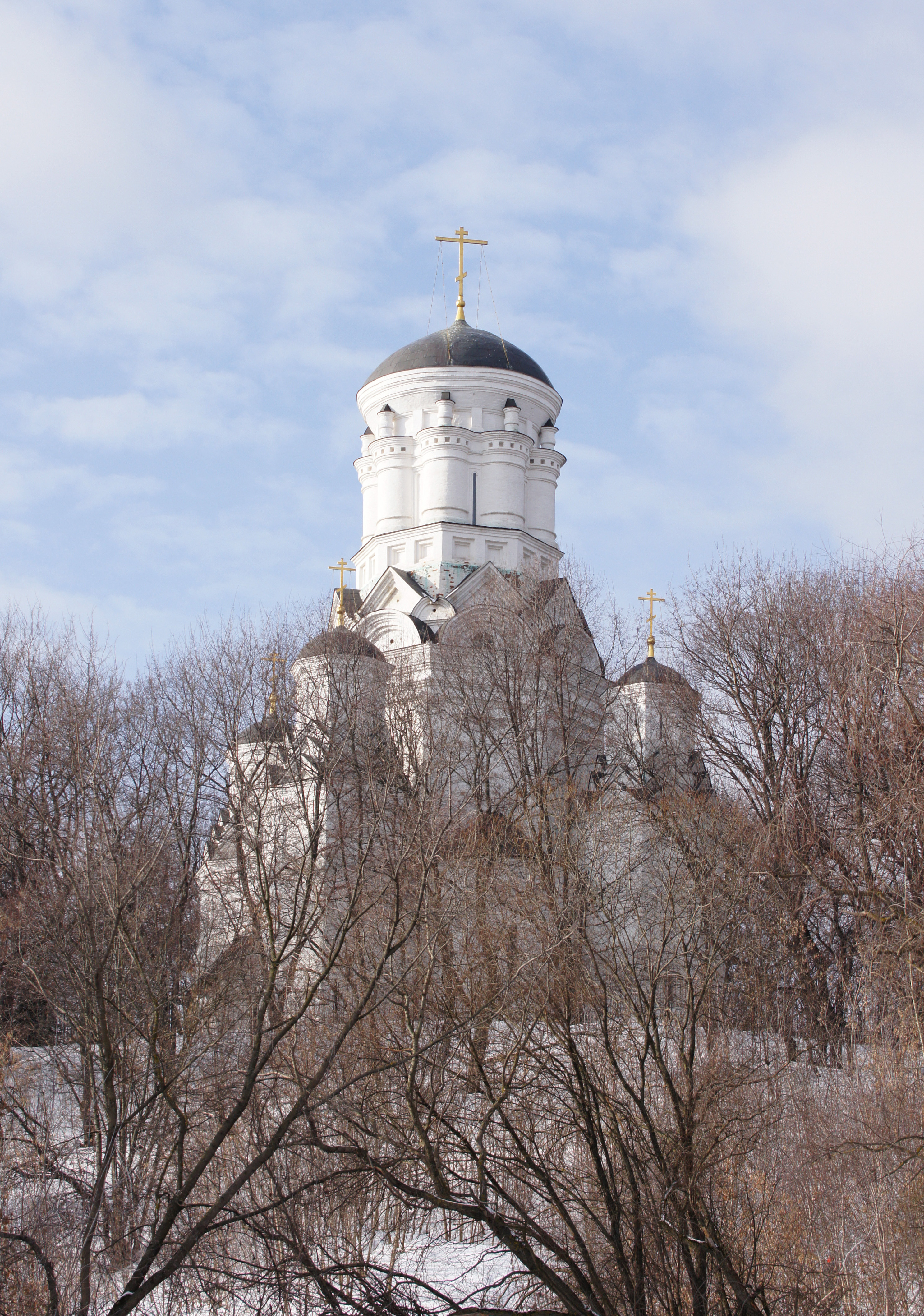
Nhà thờ Kolomenskoye Djakovo Predtechi